# Antonio Nariño (Bogotà)
Antonio Nariño è una località del distretto della capitale di Bogotà, in Colombia. È designato ufficialmente come distretto (località) numero 15.